# Aeródromo de Villa Regina
El Aeródromo de Villa Regina (IATA: VRG - OACI: ?) es un aeropuerto argentino que da servicio a la ciudad de Villa Regina, Río Negro, Argentina. Actualmente no recibe vuelos.